# Madunice
Madunice es un municipio del distrito de Hlohovec en la región de Trnava, Eslovaquia, con una población estimada a final del año 2024 de 2340 habitantes.
Se encuentra ubicado en el centro-este de la región, cerca del río Váh (cuenca hidrográfica del Danubio) y de la región de Nitra.

## Demografía
| Año        | 1994 | 2004     | 2014    | 2024    |
| ---------- | ---- | -------- | ------- | ------- |
| Población  | 1854 | 2040     | 2191    | 2340    |
| Diferencia |      | +10,03 % | +7,40 % | +6,80 % |

| Año        | 2023 | 2024    |
| ---------- | ---- | ------- |
| Población  | 2341 | 2340    |
| Diferencia |      | −0,04 % |